# 2014-es IIHF divízió II-es jégkorong-világbajnokság
A 2014-es IIHF divízió II-es jégkorong-világbajnokság A csoportját április 9. és 15. között Belgrádban, Szerbiában, a B csoportját április 5. és 11. között Jacában, Spanyolországban rendezték.

## Résztvevők
A világbajnokságon az alábbi 6–6 válogatott vett részt.
A csoport
| Csapat     | Kvalifikáció módja                                                      |
| ---------- | ----------------------------------------------------------------------- |
| Észtország | Előző évben a divízió I B csoportjának 6. helyén végzett és kiesett.    |
| Belgium    | Előző évben a divízió II A csoportjának 2. helyén végzett.              |
| Izland     | Előző évben a divízió II A csoportjának 3. helyén végzett.              |
| Ausztrália | Előző évben a divízió II A csoportjának 4. helyén végzett.              |
| Szerbia    | Rendező, előző évben a divízió II A csoportjának 5. helyén végzett.     |
| Izrael     | Előző évben a divízió II B csoportjának 1. helyén végzett és feljutott. |

B csoport
| Csapat                  | Kvalifikáció módja                                                             |
| ----------------------- | ------------------------------------------------------------------------------ |
| Spanyolország           | Rendező, Előző évben a divízió II A csoportjának 6. helyén végzett és kiesett. |
| Új-Zéland               | Előző évben a divízió II B csoportjának 2. helyén végzett.                     |
| Mexikó                  | Előző évben a divízió II B csoportjának 3. helyén végzett.                     |
| Kína                    | Előző évben a divízió II B csoportjának 4. helyén végzett.                     |
| Törökország             | Előző évben a divízió II B csoportjának 5. helyén végzett.                     |
| Dél-afrikai Köztársaság | Előző évben a divízió III 1. helyén végzett és feljutott.                      |

## Eredmények
A mérkőzések kezdési időpontja helyi idő szerint vannak feltüntetve.

### A csoport
| Jelmagyarázat               |
| --------------------------- |
| Feljutott a divízió I B-be. |
| Kiesett a divízió II B-be.  |

| Nemzet     | M | Gy | HGy | HV | V | G+ | G- | Gk  | P  |
| ---------- | - | -- | --- | -- | - | -- | -- | --- | -- |
| Észtország | 5 | 5  | 0   | 0  | 0 | 36 | 8  | +28 | 15 |
| Izland     | 5 | 1  | 3   | 0  | 1 | 18 | 15 | +3  | 9  |
| Szerbia    | 5 | 2  | 0   | 1  | 2 | 19 | 23 | –4  | 7  |
| Ausztrália | 5 | 1  | 0   | 2  | 2 | 13 | 14 | –1  | 5  |
| Belgium    | 5 | 1  | 1   | 0  | 3 | 17 | 25 | –8  | 5  |
| Izrael     | 5 | 0  | 1   | 2  | 2 | 19 | 37 | –18 | 4  |

| 2014. április 9. 13:00 | Izland | 1–4 (0–1, 1–2, 0–1) | Észtország | Ice Rink Pionir, Belgrád Nézőszám: 50 |

| Jegyzőkönyv | Jegyzőkönyv     | Jegyzőkönyv                                    | Jegyzőkönyv   | Jegyzőkönyv                                                     |
| --- | --------------- | ---------------------------------------------- | ------------- | --------------------------------------------------------------- |
| | Dennis Hedström | Kapusok                                        | Mark Rajevski | Játékvezető: Luka Kamsek Vonalbírók: David Parduv Mariusz Smura |
| \| \| 0–1 \| 16:57 – V. Bobkov (A. Sibirtsev, V. Titarenko) \| \| E. Alengaard (R. Hedström, J. Gislason) (PP) – 26:31 \| 1–1 \| \| \| \| 1–2 \| 28:34 – V. Titarenko (V. Bobkov) (PP) \| \| \| 1–3 \| R. Andrejev (R. Rooba, A. Gornostajev) – 32:41 \| \| \| 1–4 \| A. Ossipov (R. Andrejev) – 52:19 \| |                 |                                                |               | Játékvezető: Luka Kamsek Vonalbírók: David Parduv Mariusz Smura |
| 22 perc | Büntetések      | 18 perc                                        |               | Játékvezető: Luka Kamsek Vonalbírók: David Parduv Mariusz Smura |
| 14 | Lövések         | 38                                             |               | Játékvezető: Luka Kamsek Vonalbírók: David Parduv Mariusz Smura |
| | 0–1             | 16:57 – V. Bobkov (A. Sibirtsev, V. Titarenko) |               | Játékvezető: Luka Kamsek Vonalbírók: David Parduv Mariusz Smura |
| E. Alengaard (R. Hedström, J. Gislason) (PP) – 26:31 | 1–1             |                                                |               | Játékvezető: Luka Kamsek Vonalbírók: David Parduv Mariusz Smura |
| | 1–2             | 28:34 – V. Titarenko (V. Bobkov) (PP)          |               | Játékvezető: Luka Kamsek Vonalbírók: David Parduv Mariusz Smura |
| | 1–3             | R. Andrejev (R. Rooba, A. Gornostajev) – 32:41 |               |                                                                 |
| | 1–4             | A. Ossipov (R. Andrejev) – 52:19               |               |                                                                 |

| 2014. április 9. 16:30 | Izrael | 4–3 (h.u.) (0–1, 0–1, 3–1) (h.u. 1–0) | Ausztrália | Ice Rink Pionir, Belgrád Nézőszám: 27 |

| Jegyzőkönyv | Jegyzőkönyv    | Jegyzőkönyv                             | Jegyzőkönyv    | Jegyzőkönyv                                                              |
| --- | -------------- | --------------------------------------- | -------------- | ------------------------------------------------------------------------ |
| | Avihu Sorotzki | Kapusok                                 | Anthony Kimlin | Játékvezető: Przemyslaw Kepa Vonalbírók: Tibor Fazekas Adrian Toparceanu |
| \| \| 0–1 \| 08:15 – C. Todd (SH) \| \| \| 0–2 \| 37:03 – B. Cliff (C. Todd, S. McGregor) \| \| D. Mazour (S. Frenkel, E. Sherbatov) – 47:04 \| 1–2 \| \| \| D. Mazour (S. Frenkel, E. Sherbatov) – 53:56 \| 2–2 \| \| \| \| 2–3 \| 58:15 – B. McDowell (PS) \| \| A. Eizenamn (E. Sherbatov, D. Mazour) (PP2, EA) – 59:54 \| 3–3 \| \| \| O. Eizenamn – 64:44 \| 4–3 \| \| |                |                                         |                | Játékvezető: Przemyslaw Kepa Vonalbírók: Tibor Fazekas Adrian Toparceanu |
| 10 perc | Büntetések     | 22 perc                                 |                | Játékvezető: Przemyslaw Kepa Vonalbírók: Tibor Fazekas Adrian Toparceanu |
| 44 | Lövések        | 25                                      |                | Játékvezető: Przemyslaw Kepa Vonalbírók: Tibor Fazekas Adrian Toparceanu |
| | 0–1            | 08:15 – C. Todd (SH)                    |                | Játékvezető: Przemyslaw Kepa Vonalbírók: Tibor Fazekas Adrian Toparceanu |
| | 0–2            | 37:03 – B. Cliff (C. Todd, S. McGregor) |                | Játékvezető: Przemyslaw Kepa Vonalbírók: Tibor Fazekas Adrian Toparceanu |
| D. Mazour (S. Frenkel, E. Sherbatov) – 47:04 | 1–2            |                                         |                | Játékvezető: Przemyslaw Kepa Vonalbírók: Tibor Fazekas Adrian Toparceanu |
| D. Mazour (S. Frenkel, E. Sherbatov) – 53:56 | 2–2            |                                         |                |                                                                          |
| | 2–3            | 58:15 – B. McDowell (PS)                |                |                                                                          |
| A. Eizenamn (E. Sherbatov, D. Mazour) (PP2, EA) – 59:54 | 3–3            |                                         |                |                                                                          |
| O. Eizenamn – 64:44 | 4–3            |                                         |                |                                                                          |

| 2014. április 9. 20:00 | Belgium | 8–3 (3–0, 2–2, 3–1) | Szerbia | Ice Rink Pionir, Belgrád Nézőszám: 1021 |

| Jegyzőkönyv | Jegyzőkönyv                  | Jegyzőkönyv                            | Jegyzőkönyv                     | Jegyzőkönyv                                                              |
| --- | ---------------------------- | -------------------------------------- | ------------------------------- | ------------------------------------------------------------------------ |
| | Bjorn Steijlen Jean Cornelis | Kapusok                                | Milan Luković Arsenije Ranković | Játékvezető: Tom Darnell Vonalbírók: David Tschirner Jeroen van den Berg |
| \| D. Swinnen (D. Geerts, J. Paulus) – 03:48 \| 1–0 \| \| \| T. Dewin (F. Neven, N. Oerlemans) – 09:57 \| 2–0 \| \| \| D. Swinnen (M. Pellegrims) – 14:23 \| 3–0 \| \| \| \| 3–1 \| 21:36 – M. Kovačević (SH) \| \| L. Maas – 32:15 \| 4–1 \| \| \| \| 4–2 \| 34:56 – M. Kovačević (D. Filipović) \| \| B. Kolodziejczyk (D. Swinnen, J. Engelen) – 37:34 \| 5–2 \| \| \| M. Morgan (J. Engelen, L. Maas) (SH) – 41:52 \| 6–2 \| \| \| M. Pellegrims (N. Oerlemans, T. Dewin) – 52:02 \| 7–2 \| \| \| \| 7–3 \| 54:46 – A. Luković (D. Filipović) (PP) \| \| M. Pellegrims (B. Kolodziejczyk) (PP) – 55:34 \| 8–3 \| \| |                              |                                        |                                 | Játékvezető: Tom Darnell Vonalbírók: David Tschirner Jeroen van den Berg |
| 16 perc | Büntetések                   | 36 perc                                |                                 | Játékvezető: Tom Darnell Vonalbírók: David Tschirner Jeroen van den Berg |
| 28 | Lövések                      | 41                                     |                                 | Játékvezető: Tom Darnell Vonalbírók: David Tschirner Jeroen van den Berg |
| D. Swinnen (D. Geerts, J. Paulus) – 03:48 | 1–0                          |                                        |                                 | Játékvezető: Tom Darnell Vonalbírók: David Tschirner Jeroen van den Berg |
| T. Dewin (F. Neven, N. Oerlemans) – 09:57 | 2–0                          |                                        |                                 | Játékvezető: Tom Darnell Vonalbírók: David Tschirner Jeroen van den Berg |
| D. Swinnen (M. Pellegrims) – 14:23 | 3–0                          |                                        |                                 | Játékvezető: Tom Darnell Vonalbírók: David Tschirner Jeroen van den Berg |
| | 3–1                          | 21:36 – M. Kovačević (SH)              |                                 |                                                                          |
| L. Maas – 32:15 | 4–1                          |                                        |                                 |                                                                          |
| | 4–2                          | 34:56 – M. Kovačević (D. Filipović)    |                                 |                                                                          |
| B. Kolodziejczyk (D. Swinnen, J. Engelen) – 37:34 | 5–2                          |                                        |                                 |                                                                          |
| M. Morgan (J. Engelen, L. Maas) (SH) – 41:52 | 6–2                          |                                        |                                 |                                                                          |
| M. Pellegrims (N. Oerlemans, T. Dewin) – 52:02 | 7–2                          |                                        |                                 |                                                                          |
| | 7–3                          | 54:46 – A. Luković (D. Filipović) (PP) |                                 |                                                                          |
| M. Pellegrims (B. Kolodziejczyk) (PP) – 55:34 | 8–3                          |                                        |                                 |                                                                          |

| 2014. április 10. 13:00 | Észtország | 5–1 (4–1, 1–0, 0–0) | Ausztrália | Ice Rink Pionir, Belgrád Nézőszám: 23 |

| Jegyzőkönyv | Jegyzőkönyv        | Jegyzőkönyv                              | Jegyzőkönyv    | Jegyzőkönyv                                                               |
| --- | ------------------ | ---------------------------------------- | -------------- | ------------------------------------------------------------------------- |
| | Alexander Kolossov | Kapusok                                  | Anthony Kimlin | Játékvezető: Przemyslaw Kepa Vonalbírók: David Parduv Jeroen van den Berg |
| \| A. Gornostajev (R. Rooba, R. Andrejev) – 05:13 \| 1–0 \| \| \| \| 1–1 \| 11:18 – C. Todd (B. Cliff, M. Humphries) \| \| A. Makrov (L. Lahesalu, R. Rooba) (PP) – 14:10 \| 2–1 \| \| \| R. Rooba (R. Andrejev) (SH) – 15:30 \| 3–1 \| \| \| A. Makrov (A. Kuznetsov) – 17:43 \| 4–1 \| \| \| A. Sibirtsev (S. Kerna, A. Kuznetsov) – 29:09 \| 5–1 \| \| |                    |                                          |                | Játékvezető: Przemyslaw Kepa Vonalbírók: David Parduv Jeroen van den Berg |
| 4 perc | Büntetések         | 12 perc                                  |                | Játékvezető: Przemyslaw Kepa Vonalbírók: David Parduv Jeroen van den Berg |
| 54 | Lövések            | 11                                       |                | Játékvezető: Przemyslaw Kepa Vonalbírók: David Parduv Jeroen van den Berg |
| A. Gornostajev (R. Rooba, R. Andrejev) – 05:13 | 1–0                |                                          |                | Játékvezető: Przemyslaw Kepa Vonalbírók: David Parduv Jeroen van den Berg |
| | 1–1                | 11:18 – C. Todd (B. Cliff, M. Humphries) |                | Játékvezető: Przemyslaw Kepa Vonalbírók: David Parduv Jeroen van den Berg |
| A. Makrov (L. Lahesalu, R. Rooba) (PP) – 14:10 | 2–1                |                                          |                | Játékvezető: Przemyslaw Kepa Vonalbírók: David Parduv Jeroen van den Berg |
| R. Rooba (R. Andrejev) (SH) – 15:30 | 3–1                |                                          |                |                                                                           |
| A. Makrov (A. Kuznetsov) – 17:43 | 4–1                |                                          |                |                                                                           |
| A. Sibirtsev (S. Kerna, A. Kuznetsov) – 29:09 | 5–1                |                                          |                |                                                                           |

| 2014. április 10. 16:30 | Belgium | 3–6 (2–2, 1–0, 0–4) | Izland | Ice Rink Pionir, Belgrád Nézőszám: 72 |

| Jegyzőkönyv | Jegyzőkönyv    | Jegyzőkönyv                                        | Jegyzőkönyv     | Jegyzőkönyv                                                            |
| --- | -------------- | -------------------------------------------------- | --------------- | ---------------------------------------------------------------------- |
| | Bjorn Steijlen | Kapusok                                            | Dennis Hedström | Játékvezető: Tom Darnell Vonalbírók: Adrian Toparceanu David Tschirner |
| \| J. Engelen (M. Pellegrims) – 02:09 \| 1–0 \| \| \| \| 1–1 \| 05:27 – J. Gislason (E. Alengard, A. Helgason) \| \| V. Morgan (D. Geerts, J. Engelen) – 06:28 \| 2–1 \| \| \| \| 2–2 \| 14:39 – R. Hedström \| \| D. Geerts (B. Kolodziejczyk, D. Swinnen) (PP) – 30:56 \| 3–2 \| \| \| \| 3–3 \| 42:11 – R. Hedström (E. Alengard) \| \| \| 3–4 \| 49:38 – J. Gislason (E. Alengard, I. Jönsson) (PP) \| \| \| 3–5 \| 55:12 – B. Bergmann (S. Reynisson, A. Sverrisson) \| \| \| 3–6 \| 59:55 – R. Hedström (ENG) \| |                |                                                    |                 | Játékvezető: Tom Darnell Vonalbírók: Adrian Toparceanu David Tschirner |
| 14 perc | Büntetések     | 20 perc                                            |                 | Játékvezető: Tom Darnell Vonalbírók: Adrian Toparceanu David Tschirner |
| 40 | Lövések        | 38                                                 |                 | Játékvezető: Tom Darnell Vonalbírók: Adrian Toparceanu David Tschirner |
| J. Engelen (M. Pellegrims) – 02:09 | 1–0            |                                                    |                 | Játékvezető: Tom Darnell Vonalbírók: Adrian Toparceanu David Tschirner |
| | 1–1            | 05:27 – J. Gislason (E. Alengard, A. Helgason)     |                 | Játékvezető: Tom Darnell Vonalbírók: Adrian Toparceanu David Tschirner |
| V. Morgan (D. Geerts, J. Engelen) – 06:28 | 2–1            |                                                    |                 | Játékvezető: Tom Darnell Vonalbírók: Adrian Toparceanu David Tschirner |
| | 2–2            | 14:39 – R. Hedström                                |                 |                                                                        |
| D. Geerts (B. Kolodziejczyk, D. Swinnen) (PP) – 30:56 | 3–2            |                                                    |                 |                                                                        |
| | 3–3            | 42:11 – R. Hedström (E. Alengard)                  |                 |                                                                        |
| | 3–4            | 49:38 – J. Gislason (E. Alengard, I. Jönsson) (PP) |                 |                                                                        |
| | 3–5            | 55:12 – B. Bergmann (S. Reynisson, A. Sverrisson)  |                 |                                                                        |
| | 3–6            | 59:55 – R. Hedström (ENG)                          |                 |                                                                        |

| 2014. április 10. 20:00 | Szerbia | 10–6 (4–0, 2–3, 4–3) | Izrael | Ice Rink Pionir, Belgrád Nézőszám: 1124 |

| Jegyzőkönyv | Jegyzőkönyv       | Jegyzőkönyv                                        | Jegyzőkönyv                  | Jegyzőkönyv                                                          |
| --- | ----------------- | -------------------------------------------------- | ---------------------------- | -------------------------------------------------------------------- |
| | Arsenije Ranković | Kapusok                                            | Avihu Sorotzki Boris Amromin | Játékvezető: Alexandre Bourreau Vonalbírók: Remi Assum Mariusz Smura |
| \| M. Babić (D. Filipović, M. Kovačević) – 00:24 \| 1–0 \| \| \| N. Vučurević (P. Ogrizović, M. Babić) (PP) – 03:33 \| 2–0 \| \| \| N. Vučurević (P. Ogrizović, N. Janković) – 05:40 \| 3–0 \| \| \| M. Kovačević (N. Vučurević, N. Bibić) (PP2) – 16:02 \| 4–0 \| \| \| M. Babić (M. Kovačević) – 22:55 \| 5–0 \| \| \| N. Janković (N. Vučurević) – 34:21 \| 6–0 \| \| \| \| 6–1 \| 36:21 – S. Frenkel (D. Erlich, O. Eizenman) (PP) \| \| \| 6–2 \| 37:46 – D. Mazour (O. Eizenman, D. Erlich) (PP2) \| \| \| 6–3 \| 39:16 – E. Sherbatov (D. Erlich, A. Eizenman) (PP) \| \| \| 6–4 \| 40:33 – A. Eizenman (O. Eizenman, D. Erlich) \| \| \| 6–5 \| 43:44 – R. Oz (T. Avneri) \| \| M. Kovačević (D. Filipović, B. Gabrić) (PP) – 45:46 \| 7–5 \| \| \| M. Kovačević – 50:37 \| 8–5 \| \| \| \| 8–6 \| 51:13 – A. Eizenman (D. Erlich, O. Eizenman) \| \| D. Filipović (M. Brkušanin, M. Kovačević) – 57:22 \| 9–6 \| \| \| N. Vučurević (M. Pellegrims, N. Janković) – 58:42 \| 10–6 \| \| |                   |                                                    |                              | Játékvezető: Alexandre Bourreau Vonalbírók: Remi Assum Mariusz Smura |
| 22 perc | Büntetések        | 36 perc                                            |                              | Játékvezető: Alexandre Bourreau Vonalbírók: Remi Assum Mariusz Smura |
| 35 | Lövések           | 44                                                 |                              | Játékvezető: Alexandre Bourreau Vonalbírók: Remi Assum Mariusz Smura |
| M. Babić (D. Filipović, M. Kovačević) – 00:24 | 1–0               |                                                    |                              | Játékvezető: Alexandre Bourreau Vonalbírók: Remi Assum Mariusz Smura |
| N. Vučurević (P. Ogrizović, M. Babić) (PP) – 03:33 | 2–0               |                                                    |                              | Játékvezető: Alexandre Bourreau Vonalbírók: Remi Assum Mariusz Smura |
| N. Vučurević (P. Ogrizović, N. Janković) – 05:40 | 3–0               |                                                    |                              | Játékvezető: Alexandre Bourreau Vonalbírók: Remi Assum Mariusz Smura |
| M. Kovačević (N. Vučurević, N. Bibić) (PP2) – 16:02 | 4–0               |                                                    |                              |                                                                      |
| M. Babić (M. Kovačević) – 22:55 | 5–0               |                                                    |                              |                                                                      |
| N. Janković (N. Vučurević) – 34:21 | 6–0               |                                                    |                              |                                                                      |
| | 6–1               | 36:21 – S. Frenkel (D. Erlich, O. Eizenman) (PP)   |                              |                                                                      |
| | 6–2               | 37:46 – D. Mazour (O. Eizenman, D. Erlich) (PP2)   |                              |                                                                      |
| | 6–3               | 39:16 – E. Sherbatov (D. Erlich, A. Eizenman) (PP) |                              |                                                                      |
| | 6–4               | 40:33 – A. Eizenman (O. Eizenman, D. Erlich)       |                              |                                                                      |
| | 6–5               | 43:44 – R. Oz (T. Avneri)                          |                              |                                                                      |
| M. Kovačević (D. Filipović, B. Gabrić) (PP) – 45:46 | 7–5               |                                                    |                              |                                                                      |
| M. Kovačević – 50:37 | 8–5               |                                                    |                              |                                                                      |
| | 8–6               | 51:13 – A. Eizenman (D. Erlich, O. Eizenman)       |                              |                                                                      |
| D. Filipović (M. Brkušanin, M. Kovačević) – 57:22 | 9–6               |                                                    |                              |                                                                      |
| N. Vučurević (M. Pellegrims, N. Janković) – 58:42 | 10–6              |                                                    |                              |                                                                      |

| 2014. április 12. 13:00 | Belgium | 4–3 (h.u.) (1–3, 2–0, 0–0) (h.u. 1–0) | Izrael | Ice Rink Pionir, Belgrád Nézőszám: 300 |

| Jegyzőkönyv | Jegyzőkönyv    | Jegyzőkönyv                                  | Jegyzőkönyv    | Jegyzőkönyv                                                            |
| --- | -------------- | -------------------------------------------- | -------------- | ---------------------------------------------------------------------- |
| | Bjorn Steijlen | Kapusok                                      | Avihu Sorotzki | Játékvezető: Alexandre Bourreau Vonalbírók: Tibor Fazekas David Parduv |
| \| \| 0–1 \| 06:30 – S. Frenkel (D. Mazour, E. Sherbatov) \| \| \| 0–2 \| 08:52 – E. Sherbatov (D. Erlich) (PP) \| \| B. Kolodziejczyk (F. Neven, B. Vercammen) – 13:42 \| 1–2 \| \| \| \| 1–3 \| 17:48 – O. Eizenman (D. Erlich, A. Eizenman) \| \| V. Morgan (L. Maas, V. Torremans) (PP) – 26:24 \| 2–3 \| \| \| D. Geerts – 28:16 \| 3–3 \| \| \| D. Swinnen (B. Kolodziejczyk) – 61:19 \| 4–3 \| \| |                |                                              |                | Játékvezető: Alexandre Bourreau Vonalbírók: Tibor Fazekas David Parduv |
| 4 perc | Büntetések     | 6 perc                                       |                | Játékvezető: Alexandre Bourreau Vonalbírók: Tibor Fazekas David Parduv |
| 44 | Lövések        | 35                                           |                | Játékvezető: Alexandre Bourreau Vonalbírók: Tibor Fazekas David Parduv |
| | 0–1            | 06:30 – S. Frenkel (D. Mazour, E. Sherbatov) |                | Játékvezető: Alexandre Bourreau Vonalbírók: Tibor Fazekas David Parduv |
| | 0–2            | 08:52 – E. Sherbatov (D. Erlich) (PP)        |                | Játékvezető: Alexandre Bourreau Vonalbírók: Tibor Fazekas David Parduv |
| B. Kolodziejczyk (F. Neven, B. Vercammen) – 13:42 | 1–2            |                                              |                | Játékvezető: Alexandre Bourreau Vonalbírók: Tibor Fazekas David Parduv |
| | 1–3            | 17:48 – O. Eizenman (D. Erlich, A. Eizenman) |                |                                                                        |
| V. Morgan (L. Maas, V. Torremans) (PP) – 26:24 | 2–3            |                                              |                |                                                                        |
| D. Geerts – 28:16 | 3–3            |                                              |                |                                                                        |
| D. Swinnen (B. Kolodziejczyk) – 61:19 | 4–3            |                                              |                |                                                                        |

| 2014. április 12. 16:30 | Izland | 3–2 (h.u.) (1–0, 0–2, 1–0) (h.u. 1–0) | Ausztrália | Ice Rink Pionir, Belgrád Nézőszám: 300 |

| Jegyzőkönyv | Jegyzőkönyv     | Jegyzőkönyv                                      | Jegyzőkönyv    | Jegyzőkönyv                                                            |
| --- | --------------- | ------------------------------------------------ | -------------- | ---------------------------------------------------------------------- |
| | Dennis Hedström | Kapusok                                          | Anthony Kimlin | Játékvezető: Tom Darnell Vonalbírók: Mariusz Smura Jeroen van den Berg |
| \| R. Hedström (E. Alengard, I. Jönsson) – 02:33 \| 1–0 \| \| \| \| 1–1 \| 26:54 – T. Graham (M. Rummukainen, C. Todd) (PP) \| \| \| 1–2 \| 33:42 – G. Oddy (M. Rummukainen) \| \| J. Leifsson (Ó. Björnsson) – 56:16 \| 2–2 \| \| \| J. Leifsson (P. Maack, I. Jönsson) – 61:00 \| 3–2 \| \| |                 |                                                  |                | Játékvezető: Tom Darnell Vonalbírók: Mariusz Smura Jeroen van den Berg |
| 2 perc | Büntetések      | 10 perc                                          |                | Játékvezető: Tom Darnell Vonalbírók: Mariusz Smura Jeroen van den Berg |
| 29 | Lövések         | 33                                               |                | Játékvezető: Tom Darnell Vonalbírók: Mariusz Smura Jeroen van den Berg |
| R. Hedström (E. Alengard, I. Jönsson) – 02:33 | 1–0             |                                                  |                | Játékvezető: Tom Darnell Vonalbírók: Mariusz Smura Jeroen van den Berg |
| | 1–1             | 26:54 – T. Graham (M. Rummukainen, C. Todd) (PP) |                | Játékvezető: Tom Darnell Vonalbírók: Mariusz Smura Jeroen van den Berg |
| | 1–2             | 33:42 – G. Oddy (M. Rummukainen)                 |                | Játékvezető: Tom Darnell Vonalbírók: Mariusz Smura Jeroen van den Berg |
| J. Leifsson (Ó. Björnsson) – 56:16 | 2–2             |                                                  |                |                                                                        |
| J. Leifsson (P. Maack, I. Jönsson) – 61:00 | 3–2             |                                                  |                |                                                                        |

| 2014. április 12. 20:00 | Észtország | 5–2 (1–1, 2–0, 2–1) | Szerbia | Ice Rink Pionir, Belgrád Nézőszám: 1274 |

| Jegyzőkönyv | Jegyzőkönyv        | Jegyzőkönyv                                        | Jegyzőkönyv       | Jegyzőkönyv                                                     |
| --- | ------------------ | -------------------------------------------------- | ----------------- | --------------------------------------------------------------- |
| | Aleksandr Kolossov | Kapusok                                            | Arsenije Ranković | Játékvezető: Luka Kamsek Vonalbírók: Remi Assum David Tschirner |
| \| \| 0–1 \| 08:17 – D. Filipović (B. Gabrić, N. Janković) (PP) \| \| V. Virjassov (J. Sorokin, A. Jastrebov) – 11:42 \| 1–1 \| \| \| R. Rooba (R. Andrejev, A. Gornostajev) – 23:36 \| 2–1 \| \| \| J. Sorokin (K. Parras) – 26:05 \| 3–1 \| \| \| \| 3–2 \| 41:43 – N. Vučurević (A. Luković) \| \| R. Rooba (R. Andrejev, A. Gornostajev) – 46:17 \| 4–2 \| \| \| A. Ossipov (R. Rooba, R. Andrejev) – 51:30 \| 5–2 \| \| |                    |                                                    |                   | Játékvezető: Luka Kamsek Vonalbírók: Remi Assum David Tschirner |
| 12 perc | Büntetések         | 8 perc                                             |                   | Játékvezető: Luka Kamsek Vonalbírók: Remi Assum David Tschirner |
| 51 | Lövések            | 23                                                 |                   | Játékvezető: Luka Kamsek Vonalbírók: Remi Assum David Tschirner |
| | 0–1                | 08:17 – D. Filipović (B. Gabrić, N. Janković) (PP) |                   | Játékvezető: Luka Kamsek Vonalbírók: Remi Assum David Tschirner |
| V. Virjassov (J. Sorokin, A. Jastrebov) – 11:42 | 1–1                |                                                    |                   | Játékvezető: Luka Kamsek Vonalbírók: Remi Assum David Tschirner |
| R. Rooba (R. Andrejev, A. Gornostajev) – 23:36 | 2–1                |                                                    |                   | Játékvezető: Luka Kamsek Vonalbírók: Remi Assum David Tschirner |
| J. Sorokin (K. Parras) – 26:05 | 3–1                |                                                    |                   |                                                                 |
| | 3–2                | 41:43 – N. Vučurević (A. Luković)                  |                   |                                                                 |
| R. Rooba (R. Andrejev, A. Gornostajev) – 46:17 | 4–2                |                                                    |                   |                                                                 |
| A. Ossipov (R. Rooba, R. Andrejev) – 51:30 | 5–2                |                                                    |                   |                                                                 |

| 2014. április 14. 13:00 | Ausztrália | 7–1 (2–0, 4–1, 1–0) | Belgium | Ice Rink Pionir, Belgrád Nézőszám: 310 |

| Jegyzőkönyv | Jegyzőkönyv    | Jegyzőkönyv                           | Jegyzőkönyv                  | Jegyzőkönyv                                                              |
| --- | -------------- | ------------------------------------- | ---------------------------- | ------------------------------------------------------------------------ |
| | Anthony Kimlin | Kapusok                               | Bjorn Steijlen Jean Cornelis | Játékvezető: Alexandre Bourreau Vonalbírók: Remi Aasum Adrian Toparceanu |
| \| L. Webster – 03:47 \| 1–0 \| \| \| B. McDowell (A. Geric, T. Graham) (PP) – 13:34 \| 2–0 \| \| \| J. Harding (L. Webster, D. Kudla) (PP) – 23:15 \| 3–0 \| \| \| T. Powell (L. Webster, J. Byers) – 28:34 \| 4–0 \| \| \| J. Harding (D. Kudla, B. McDowell) (PP) – 34:50 \| 5–0 \| \| \| \| 5–1 \| 37:00 – D. Swinnen (B. Kolodziejczyk) \| \| M. Schlamp (B. McDowell, M. Rummukainen) (PP) – 38:32 \| 6–1 \| \| \| M. Humphries (B. Cliff, C. Todd) – 54:36 \| 7–1 \| \| |                |                                       |                              | Játékvezető: Alexandre Bourreau Vonalbírók: Remi Aasum Adrian Toparceanu |
| 37 perc | Büntetések     | 12 perc                               |                              | Játékvezető: Alexandre Bourreau Vonalbírók: Remi Aasum Adrian Toparceanu |
| 23 | Lövések        | 36                                    |                              | Játékvezető: Alexandre Bourreau Vonalbírók: Remi Aasum Adrian Toparceanu |
| L. Webster – 03:47 | 1–0            |                                       |                              | Játékvezető: Alexandre Bourreau Vonalbírók: Remi Aasum Adrian Toparceanu |
| B. McDowell (A. Geric, T. Graham) (PP) – 13:34 | 2–0            |                                       |                              | Játékvezető: Alexandre Bourreau Vonalbírók: Remi Aasum Adrian Toparceanu |
| J. Harding (L. Webster, D. Kudla) (PP) – 23:15 | 3–0            |                                       |                              | Játékvezető: Alexandre Bourreau Vonalbírók: Remi Aasum Adrian Toparceanu |
| T. Powell (L. Webster, J. Byers) – 28:34 | 4–0            |                                       |                              |                                                                          |
| J. Harding (D. Kudla, B. McDowell) (PP) – 34:50 | 5–0            |                                       |                              |                                                                          |
| | 5–1            | 37:00 – D. Swinnen (B. Kolodziejczyk) |                              |                                                                          |
| M. Schlamp (B. McDowell, M. Rummukainen) (PP) – 38:32 | 6–1            |                                       |                              |                                                                          |
| M. Humphries (B. Cliff, C. Todd) – 54:36 | 7–1            |                                       |                              |                                                                          |

| 2014. április 14. 16:30 | Izrael | 3–16 (0–6, 1–4, 2–6) | Észtország | Ice Rink Pionir, Belgrád Nézőszám: 320 |

| Jegyzőkönyv | Jegyzőkönyv                  | Jegyzőkönyv                                                          | Jegyzőkönyv   | Jegyzőkönyv                                                     |
| --- | ---------------------------- | -------------------------------------------------------------------- | ------------- | --------------------------------------------------------------- |
| | Avihu Sorotzki Boris Amromin | Kapusok                                                              | Mark Rajevski | Játékvezető: Luka Kamsek Vonalbírók: Tibor Fazekas David Parduv |
| \| \| 0–1 \| 03:55 – A. Gornostajev (V. Bobkov) \| \| \| 0–2 \| 08:01 – A. Sibirtsev (A. Gornostajev, V. Titarenko) \| \| \| 0–3 \| 09:26 – K. Parras (J. Sorokin) \| \| \| 0–4 \| 12:26 – J. Sorokin (K. Parras) \| \| \| 0–5 \| 13:10 – R. Rooba (A. Ossipov) \| \| \| 0–6 \| 19:11 – A. Makrov (R. Rooba) \| \| \| 0–7 \| 22:01 – A. Gornostajev (V. Bobkov) \| \| D. Golodnizky – 23:22 \| 1–7 \| \| \| \| 1–8 \| 25:07 – A. Makrov (A. Levkovits) \| \| \| 1–9 \| 27:27 – R. Andrejev (A. Makrov, A. Jastrebov) (PP) \| \| \| 1–10 \| 33:02 – V. Virjassov (K. Parras) \| \| D. Mazour (E. Sherbatov) (SH) – 44:00 \| 2–10 \| \| \| \| 2–11 \| 45:07 – A. Ossipov (V. Bobkov, A. Sibirtsev) \| \| \| 2–12 \| 45:35 – V. Titarenko (A. Jastrebov) \| \| \| 2–13 \| 48:42 – V. Bobkov (A. Levkovits, K. Kuusk) \| \| E. Sherbatov (D. Erlich) – 53:13 \| 3–13 \| \| \| \| 3–14 \| 53:22 – V. Titarenko (Aleksandr KuznetsovA. Kuznetsov, A. Jastrebov) \| \| \| 3–15 \| 56:43 – A. Kuznetsov (A. Jastrebov) \| \| \| 3–16 \| 59:32 – A. Sibirtsev (R. Rooba) \| |                              |                                                                      |               | Játékvezető: Luka Kamsek Vonalbírók: Tibor Fazekas David Parduv |
| 24 perc | Büntetések                   | 16 perc                                                              |               | Játékvezető: Luka Kamsek Vonalbírók: Tibor Fazekas David Parduv |
| 14 | Lövések                      | 68                                                                   |               | Játékvezető: Luka Kamsek Vonalbírók: Tibor Fazekas David Parduv |
| | 0–1                          | 03:55 – A. Gornostajev (V. Bobkov)                                   |               | Játékvezető: Luka Kamsek Vonalbírók: Tibor Fazekas David Parduv |
| | 0–2                          | 08:01 – A. Sibirtsev (A. Gornostajev, V. Titarenko)                  |               | Játékvezető: Luka Kamsek Vonalbírók: Tibor Fazekas David Parduv |
| | 0–3                          | 09:26 – K. Parras (J. Sorokin)                                       |               | Játékvezető: Luka Kamsek Vonalbírók: Tibor Fazekas David Parduv |
| | 0–4                          | 12:26 – J. Sorokin (K. Parras)                                       |               |                                                                 |
| | 0–5                          | 13:10 – R. Rooba (A. Ossipov)                                        |               |                                                                 |
| | 0–6                          | 19:11 – A. Makrov (R. Rooba)                                         |               |                                                                 |
| | 0–7                          | 22:01 – A. Gornostajev (V. Bobkov)                                   |               |                                                                 |
| D. Golodnizky – 23:22 | 1–7                          |                                                                      |               |                                                                 |
| | 1–8                          | 25:07 – A. Makrov (A. Levkovits)                                     |               |                                                                 |
| | 1–9                          | 27:27 – R. Andrejev (A. Makrov, A. Jastrebov) (PP)                   |               |                                                                 |
| | 1–10                         | 33:02 – V. Virjassov (K. Parras)                                     |               |                                                                 |
| D. Mazour (E. Sherbatov) (SH) – 44:00 | 2–10                         |                                                                      |               |                                                                 |
| | 2–11                         | 45:07 – A. Ossipov (V. Bobkov, A. Sibirtsev)                         |               |                                                                 |
| | 2–12                         | 45:35 – V. Titarenko (A. Jastrebov)                                  |               |                                                                 |
| | 2–13                         | 48:42 – V. Bobkov (A. Levkovits, K. Kuusk)                           |               |                                                                 |
| E. Sherbatov (D. Erlich) – 53:13 | 3–13                         |                                                                      |               |                                                                 |
| | 3–14                         | 53:22 – V. Titarenko (Aleksandr KuznetsovA. Kuznetsov, A. Jastrebov) |               |                                                                 |
| | 3–15                         | 56:43 – A. Kuznetsov (A. Jastrebov)                                  |               |                                                                 |
| | 3–16                         | 59:32 – A. Sibirtsev (R. Rooba)                                      |               |                                                                 |

| 2014. április 14. 20:00 | Szerbia | 3–4 (sz.) (0–2, 1–1, 2–0) (h.u.: 0–0) (sz.: 0–1) | Izland | Ice Rink Pionir, Belgrád Nézőszám: 1321 |

| Jegyzőkönyv | Jegyzőkönyv                     | Jegyzőkönyv                                                                | Jegyzőkönyv     | Jegyzőkönyv                                                                |
| --- | ------------------------------- | -------------------------------------------------------------------------- | --------------- | -------------------------------------------------------------------------- |
| | Milan Luković Arsenije Ranković | Kapusok                                                                    | Dennis Hedström | Játékvezető: Przemyslaw Kepa Vonalbírók: Mariusz Smura Jeroen van den Berg |
| \| \| 0–1 \| 03:16 – E. Alengard \| \| \| 0–2 \| 17:47 – P. Maack (B. Bergmann) \| \| \| 0–3 \| 23:53 – R. Hedström (E. Alengard, J. Gislason) \| \| M. Kovačević (N. Vučurević) – 26:05 \| 1–3 \| \| \| M. Kovačević (N. Vučurević, D. Filipović) – 40:25 \| 2–3 \| \| \| N. Janković (M. Babić) – 46:00 \| 3–3 \| \| |                                 |                                                                            |                 | Játékvezető: Przemyslaw Kepa Vonalbírók: Mariusz Smura Jeroen van den Berg |
| M. Kovačević N. Vučurević N. Janković M. Kovačević N. Janković | Szétlövés                       | Ó. Björnsson E. Alengard J. Leifsson Ó. Björnsson B. Jakobsson E. Alengard |                 | Játékvezető: Przemyslaw Kepa Vonalbírók: Mariusz Smura Jeroen van den Berg |
| 12 perc | Büntetések                      | 4 perc                                                                     |                 | Játékvezető: Przemyslaw Kepa Vonalbírók: Mariusz Smura Jeroen van den Berg |
| 29 | Lövések                         | 44                                                                         |                 | Játékvezető: Przemyslaw Kepa Vonalbírók: Mariusz Smura Jeroen van den Berg |
| | 0–1                             | 03:16 – E. Alengard                                                        |                 | Játékvezető: Przemyslaw Kepa Vonalbírók: Mariusz Smura Jeroen van den Berg |
| | 0–2                             | 17:47 – P. Maack (B. Bergmann)                                             |                 | Játékvezető: Przemyslaw Kepa Vonalbírók: Mariusz Smura Jeroen van den Berg |
| | 0–3                             | 23:53 – R. Hedström (E. Alengard, J. Gislason)                             |                 |                                                                            |
| M. Kovačević (N. Vučurević) – 26:05 | 1–3                             |                                                                            |                 |                                                                            |
| M. Kovačević (N. Vučurević, D. Filipović) – 40:25 | 2–3                             |                                                                            |                 |                                                                            |
| N. Janković (M. Babić) – 46:00 | 3–3                             |                                                                            |                 |                                                                            |

| 2014. április 15. 13:00 | Észtország | 6–1 (0–0, 4–1, 2–0) | Belgium | Ice Rink Pionir, Belgrád Nézőszám: 305 |

| Jegyzőkönyv | Jegyzőkönyv                      | Jegyzőkönyv                                      | Jegyzőkönyv                  | Jegyzőkönyv                                                  |
| --- | -------------------------------- | ------------------------------------------------ | ---------------------------- | ------------------------------------------------------------ |
| | Mark Rajevski Aleksandr Kolossov | Kapusok                                          | Bjorn Steijlen Jean Cornelis | Játékvezető: Tom Darnell Vonalbírók: Remi Aasum David Parduv |
| \| A. Gornostajev (V. Bobkov) – 21:51 \| 1–0 \| \| \| A. Gornostajev (A. Jastrebov, V. Titarenko) – 22:10 \| 2–0 \| \| \| R. Rooba (L. Lahesalu, R. Andrejev) (PP) – 34:42 \| 3–0 \| \| \| \| 3–1 \| 35:47 – B. Kolodziejczyk (D. Swinnen, J. Paulus) \| \| A. Makrov (R. Rooba, L. Lahesalu) – 38:59 \| 4–1 \| \| \| R. Andrejev (R. Rooba) (PP) – 44:24 \| 5–1 \| \| \| R. Rooba (A. Makrov, A. Sibirtsev) (PP) – 52:59 \| 6–1 \| \| |                                  |                                                  |                              | Játékvezető: Tom Darnell Vonalbírók: Remi Aasum David Parduv |
| 12 perc | Büntetések                       | 20 perc                                          |                              | Játékvezető: Tom Darnell Vonalbírók: Remi Aasum David Parduv |
| 51 | Lövések                          | 23                                               |                              | Játékvezető: Tom Darnell Vonalbírók: Remi Aasum David Parduv |
| A. Gornostajev (V. Bobkov) – 21:51 | 1–0                              |                                                  |                              | Játékvezető: Tom Darnell Vonalbírók: Remi Aasum David Parduv |
| A. Gornostajev (A. Jastrebov, V. Titarenko) – 22:10 | 2–0                              |                                                  |                              | Játékvezető: Tom Darnell Vonalbírók: Remi Aasum David Parduv |
| R. Rooba (L. Lahesalu, R. Andrejev) (PP) – 34:42 | 3–0                              |                                                  |                              | Játékvezető: Tom Darnell Vonalbírók: Remi Aasum David Parduv |
| | 3–1                              | 35:47 – B. Kolodziejczyk (D. Swinnen, J. Paulus) |                              |                                                              |
| A. Makrov (R. Rooba, L. Lahesalu) – 38:59 | 4–1                              |                                                  |                              |                                                              |
| R. Andrejev (R. Rooba) (PP) – 44:24 | 5–1                              |                                                  |                              |                                                              |
| R. Rooba (A. Makrov, A. Sibirtsev) (PP) – 52:59 | 6–1                              |                                                  |                              |                                                              |

| 2014. április 15. 16:30 | Izland | 4–3 (sz.) (2–2, 0–1, 1–0) (h.u.: 0–0) (sz.: 1–0) | Izrael | Ice Rink Pionir, Belgrád Nézőszám: 368 |

| Jegyzőkönyv | Jegyzőkönyv     | Jegyzőkönyv                                     | Jegyzőkönyv    | Jegyzőkönyv                                                                |
| --- | --------------- | ----------------------------------------------- | -------------- | -------------------------------------------------------------------------- |
| | Dennis Hedström | Kapusok                                         | Avihu Sorotzki | Játékvezető: Przemyslaw Kepa Vonalbírók: Mariusz Smura Jeroen van den Berg |
| \| \| 0–1 \| 04:44 – O. Eizenman (A. Eizenman) \| \| E. Alengard (R. Pålsson) – 06:00 \| 1–1 \| \| \| A. Helgason (J. Gislason, E. Alengard) – 07:48 \| 2–1 \| \| \| \| 2–2 \| 16:11 – D. Erlich (D. Mazour, E. Sherbatov) \| \| \| 2–3 \| 21:06 – D. Erlich (O. Eizenman, D. Mazour) (PP) \| \| R. Hedström (E. Alengard) – 56:37 \| 3–3 \| \| |                 |                                                 |                | Játékvezető: Przemyslaw Kepa Vonalbírók: Mariusz Smura Jeroen van den Berg |
| Ó. Björnsson E. Alengard | Szétlövés       | E. Sherbatov D. Erlich O. Eizenman              |                | Játékvezető: Przemyslaw Kepa Vonalbírók: Mariusz Smura Jeroen van den Berg |
| 6 perc | Büntetések      | 2 perc                                          |                | Játékvezető: Przemyslaw Kepa Vonalbírók: Mariusz Smura Jeroen van den Berg |
| 37 | Lövések         | 32                                              |                | Játékvezető: Przemyslaw Kepa Vonalbírók: Mariusz Smura Jeroen van den Berg |
| | 0–1             | 04:44 – O. Eizenman (A. Eizenman)               |                | Játékvezető: Przemyslaw Kepa Vonalbírók: Mariusz Smura Jeroen van den Berg |
| E. Alengard (R. Pålsson) – 06:00 | 1–1             |                                                 |                | Játékvezető: Przemyslaw Kepa Vonalbírók: Mariusz Smura Jeroen van den Berg |
| A. Helgason (J. Gislason, E. Alengard) – 07:48 | 2–1             |                                                 |                |                                                                            |
| | 2–2             | 16:11 – D. Erlich (D. Mazour, E. Sherbatov)     |                |                                                                            |
| | 2–3             | 21:06 – D. Erlich (O. Eizenman, D. Mazour) (PP) |                |                                                                            |
| R. Hedström (E. Alengard) – 56:37 | 3–3             |                                                 |                |                                                                            |

| 2014. április 15. 20:00 | Ausztrália | 0–1 (0–0, 0–0, 0–1) | Szerbia | Ice Rink Pionir, Belgrád Nézőszám: 1100 |

| Jegyzőkönyv                                         | Jegyzőkönyv    | Jegyzőkönyv                         | Jegyzőkönyv       | Jegyzőkönyv                                                            |
| --------------------------------------------------- | -------------- | ----------------------------------- | ----------------- | ---------------------------------------------------------------------- |
|                                                     | Anthony Kimlin | Kapusok                             | Arsenije Ranković | Játékvezető: Luka Kamsek Vonalbírók: Adrian Toparceanu David Tschirner |
| \| \| 0–1 \| 57:45 – N. Vučurević (D. Filipović) \| |                |                                     |                   | Játékvezető: Luka Kamsek Vonalbírók: Adrian Toparceanu David Tschirner |
| 8 perc                                              | Büntetések     | 8 perc                              |                   | Játékvezető: Luka Kamsek Vonalbírók: Adrian Toparceanu David Tschirner |
| 31                                                  | Lövések        | 30                                  |                   | Játékvezető: Luka Kamsek Vonalbírók: Adrian Toparceanu David Tschirner |
|                                                     | 0–1            | 57:45 – N. Vučurević (D. Filipović) |                   | Játékvezető: Luka Kamsek Vonalbírók: Adrian Toparceanu David Tschirner |

### B csoport
| Jelmagyarázat                |
| ---------------------------- |
| Feljutott a divízió II A-ba. |
| Kiesett a divízió III-ba.    |

| Nemzet                  | M | Gy | HGy | HV | V | G+ | G- | Gk  | P  |
| ----------------------- | - | -- | --- | -- | - | -- | -- | --- | -- |
| Spanyolország           | 5 | 5  | 0   | 0  | 0 | 29 | 5  | +24 | 15 |
| Mexikó                  | 5 | 4  | 0   | 0  | 1 | 23 | 11 | +12 | 12 |
| Új-Zéland               | 5 | 2  | 1   | 0  | 2 | 15 | 18 | –3  | 8  |
| Kína                    | 5 | 1  | 0   | 1  | 3 | 14 | 21 | –7  | 4  |
| Dél-afrikai Köztársaság | 5 | 1  | 0   | 0  | 4 | 8  | 19 | –11 | 3  |
| Törökország             | 5 | 1  | 0   | 0  | 4 | 12 | 27 | –15 | 3  |

| 2014. április 5. 13:00 | Új-Zéland | 6–3 (2–2, 2–0, 2–1) | Törökország | Pabellón de Hielo, Jaca Nézőszám: 120 |

| Jegyzőkönyv | Jegyzőkönyv       | Jegyzőkönyv                             | Jegyzőkönyv   | Jegyzőkönyv                                                             |
| --- | ----------------- | --------------------------------------- | ------------- | ----------------------------------------------------------------------- |
| | Jaden Pine-Murphy | Kapusok                                 | Erol Kahraman | Játékvezető: Maxim Urda Vonalbírók: Alejandro García Chris van Grinsven |
| \| \| 0–1 \| 09:23 – A. Koçoğlu (S. Gümüş) \| \| A. Cox (C. Huber, J. Hay) (PP) – 11:32 \| 1–1 \| \| \| \| 1–2 \| 16:07 – A. Koçoğlu (S. Gümüş, E. Faner) \| \| L. Pickering (R. Lee, N. Henderson) – 19:20 \| 2–2 \| \| \| J. Hay (A. Cox, R. Wilson) – 29:26 \| 3–2 \| \| \| C. Burns (J. Chai, L. Pickering) – 30:18 \| 4–2 \| \| \| A. Cox (N. Henderson) – 47:06 \| 5–2 \| \| \| B. Haines (N. Henderson, L. Pickering) – 55:11 \| 6–2 \| \| \| \| 6–3 \| 58:25 – S. Aktürk (S. Semiz, E. Özmen) \| |                   |                                         |               | Játékvezető: Maxim Urda Vonalbírók: Alejandro García Chris van Grinsven |
| 12 perc | Büntetések        | 10 perc                                 |               | Játékvezető: Maxim Urda Vonalbírók: Alejandro García Chris van Grinsven |
| 44 | Lövések           | 35                                      |               | Játékvezető: Maxim Urda Vonalbírók: Alejandro García Chris van Grinsven |
| | 0–1               | 09:23 – A. Koçoğlu (S. Gümüş)           |               | Játékvezető: Maxim Urda Vonalbírók: Alejandro García Chris van Grinsven |
| A. Cox (C. Huber, J. Hay) (PP) – 11:32 | 1–1               |                                         |               | Játékvezető: Maxim Urda Vonalbírók: Alejandro García Chris van Grinsven |
| | 1–2               | 16:07 – A. Koçoğlu (S. Gümüş, E. Faner) |               | Játékvezető: Maxim Urda Vonalbírók: Alejandro García Chris van Grinsven |
| L. Pickering (R. Lee, N. Henderson) – 19:20 | 2–2               |                                         |               |                                                                         |
| J. Hay (A. Cox, R. Wilson) – 29:26 | 3–2               |                                         |               |                                                                         |
| C. Burns (J. Chai, L. Pickering) – 30:18 | 4–2               |                                         |               |                                                                         |
| A. Cox (N. Henderson) – 47:06 | 5–2               |                                         |               |                                                                         |
| B. Haines (N. Henderson, L. Pickering) – 55:11 | 6–2               |                                         |               |                                                                         |
| | 6–3               | 58:25 – S. Aktürk (S. Semiz, E. Özmen)  |               |                                                                         |

| 2014. április 5. 16:30 | Dél-afrikai Köztársaság | 1–4 (0–1, 0–1, 1–2) | Kína | Pabellón de Hielo, Jaca Nézőszám: 450 |

| Jegyzőkönyv | Jegyzőkönyv | Jegyzőkönyv                         | Jegyzőkönyv | Jegyzőkönyv                                                     |
| --- | ----------- | ----------------------------------- | ----------- | --------------------------------------------------------------- |
| | Ashley Bock | Kapusok                             | Liu Zhiwei  | Játékvezető: Djordje Fazekas Vonalbírók: Vanja Belić Rudy Meyer |
| \| \| 0–1 \| 10:31 – Li Z. (Ji P.) \| \| \| 0–2 \| 37:25 – Zhang H. (Chen L., Wang C.) \| \| \| 0–3 \| 41:35 – Zhang C. (Fu T.) \| \| P. Woolf – 50:39 \| 1–3 \| \| \| \| 1–4 \| 59:18 – Chen L. (ENG) \| |             |                                     |             | Játékvezető: Djordje Fazekas Vonalbírók: Vanja Belić Rudy Meyer |
| 8 perc | Büntetések  | 6 perc                              |             | Játékvezető: Djordje Fazekas Vonalbírók: Vanja Belić Rudy Meyer |
| 17 | Lövések     | 39                                  |             | Játékvezető: Djordje Fazekas Vonalbírók: Vanja Belić Rudy Meyer |
| | 0–1         | 10:31 – Li Z. (Ji P.)               |             | Játékvezető: Djordje Fazekas Vonalbírók: Vanja Belić Rudy Meyer |
| | 0–2         | 37:25 – Zhang H. (Chen L., Wang C.) |             | Játékvezető: Djordje Fazekas Vonalbírók: Vanja Belić Rudy Meyer |
| | 0–3         | 41:35 – Zhang C. (Fu T.)            |             | Játékvezető: Djordje Fazekas Vonalbírók: Vanja Belić Rudy Meyer |
| P. Woolf – 50:39 | 1–3         |                                     |             |                                                                 |
| | 1–4         | 59:18 – Chen L. (ENG)               |             |                                                                 |

| 2014. április 5. 20:30 | Mexikó | 3–5 (0–1, 1–3, 2–1) | Spanyolország | Pabellón de Hielo, Jaca Nézőszám: 2350 |

| Jegyzőkönyv | Jegyzőkönyv        | Jegyzőkönyv                                      | Jegyzőkönyv   | Jegyzőkönyv                                                       |
| --- | ------------------ | ------------------------------------------------ | ------------- | ----------------------------------------------------------------- |
| | Andres de la Garma | Kapusok                                          | Ander Alcaine | Játékvezető: Michele Gastaldelli Vonalbírók: Jan Cerne Yann Furet |
| \| \| 0–1 \| 09:02 – O. Boronat (I. Gaínza, C. Quevedo) \| \| \| 0–2 \| 20:16 – P. González (C. Quevedo) \| \| \| 0–3 \| 25:33 – J. Muñoz (P. Muñoz, J. J. Palacín) (PP2) \| \| \| 0–4 \| 31:30 – P. Fuentes (A. Carbonell, J. J. Palacín) \| \| H. Carrero (S. Sierra) – 35:05 \| 1–4 \| \| \| H. Majul (PS) – 54:28 \| 2–4 \| \| \| B. Arroyo (H. Majul) (EA) – 59:20 \| 3–4 \| \| \| \| 3–5 \| 59:44 – J. Muñoz (P. Muñoz, C. Quevedo) \| |                    |                                                  |               | Játékvezető: Michele Gastaldelli Vonalbírók: Jan Cerne Yann Furet |
| 12 perc | Büntetések         | 6 perc                                           |               | Játékvezető: Michele Gastaldelli Vonalbírók: Jan Cerne Yann Furet |
| 20 | Lövések            | 44                                               |               | Játékvezető: Michele Gastaldelli Vonalbírók: Jan Cerne Yann Furet |
| | 0–1                | 09:02 – O. Boronat (I. Gaínza, C. Quevedo)       |               | Játékvezető: Michele Gastaldelli Vonalbírók: Jan Cerne Yann Furet |
| | 0–2                | 20:16 – P. González (C. Quevedo)                 |               | Játékvezető: Michele Gastaldelli Vonalbírók: Jan Cerne Yann Furet |
| | 0–3                | 25:33 – J. Muñoz (P. Muñoz, J. J. Palacín) (PP2) |               | Játékvezető: Michele Gastaldelli Vonalbírók: Jan Cerne Yann Furet |
| | 0–4                | 31:30 – P. Fuentes (A. Carbonell, J. J. Palacín) |               |                                                                   |
| H. Carrero (S. Sierra) – 35:05 | 1–4                |                                                  |               |                                                                   |
| H. Majul (PS) – 54:28 | 2–4                |                                                  |               |                                                                   |
| B. Arroyo (H. Majul) (EA) – 59:20 | 3–4                |                                                  |               |                                                                   |
| | 3–5                | 59:44 – J. Muñoz (P. Muñoz, C. Quevedo)          |               |                                                                   |

| 2014. április 6. 13:00 | Törökország | 2–4 (1–1, 1–2, 0–1) | Dél-afrikai Köztársaság | Pabellón de Hielo, Jaca Nézőszám: 381 |

| Jegyzőkönyv | Jegyzőkönyv   | Jegyzőkönyv                    | Jegyzőkönyv | Jegyzőkönyv                                                          |
| --- | ------------- | ------------------------------ | ----------- | -------------------------------------------------------------------- |
| | Erol Kahraman | Kapusok                        | Jack Nebe   | Játékvezető: Michele Gastaldelli Vonalbírók: Kriss Kupcus Rudy Meyer |
| \| \| 0–1 \| 05:57 – W. Krotz (G. Miller) \| \| F. Faner (S. Gümüş) – 13:54 \| 1–1 \| \| \| A. Solak (G. Hamarat) – 22:36 \| 2–1 \| \| \| \| 2–2 \| 37:10 – M. Giot (C. Reeves) \| \| \| 2–3 \| 38:20 – U. Samaai (R. Forsyth) \| \| \| 2–4 \| 58:38 – U. Samaai (M. Giot) \| |               |                                |             | Játékvezető: Michele Gastaldelli Vonalbírók: Kriss Kupcus Rudy Meyer |
| 8 perc | Büntetések    | 10 perc                        |             | Játékvezető: Michele Gastaldelli Vonalbírók: Kriss Kupcus Rudy Meyer |
| 32 | Lövések       | 31                             |             | Játékvezető: Michele Gastaldelli Vonalbírók: Kriss Kupcus Rudy Meyer |
| | 0–1           | 05:57 – W. Krotz (G. Miller)   |             | Játékvezető: Michele Gastaldelli Vonalbírók: Kriss Kupcus Rudy Meyer |
| F. Faner (S. Gümüş) – 13:54 | 1–1           |                                |             | Játékvezető: Michele Gastaldelli Vonalbírók: Kriss Kupcus Rudy Meyer |
| A. Solak (G. Hamarat) – 22:36 | 2–1           |                                |             | Játékvezető: Michele Gastaldelli Vonalbírók: Kriss Kupcus Rudy Meyer |
| | 2–2           | 37:10 – M. Giot (C. Reeves)    |             |                                                                      |
| | 2–3           | 38:20 – U. Samaai (R. Forsyth) |             |                                                                      |
| | 2–4           | 58:38 – U. Samaai (M. Giot)    |             |                                                                      |

| 2014. április 6. 16:30 | Új-Zéland | 0–5 (0–1, 0–2, 0–2) | Mexikó | Pabellón de Hielo, Jaca Nézőszám: 600 |

| Jegyzőkönyv | Jegyzőkönyv     | Jegyzőkönyv                                | Jegyzőkönyv     | Jegyzőkönyv                                                           |
| --- | --------------- | ------------------------------------------ | --------------- | --------------------------------------------------------------------- |
| | Michael Coleman | Kapusok                                    | Alfonso de Alba | Játékvezető: Shinichi Takizawa Vonalbírók: Jan Cerne Alejandro García |
| \| \| 0–1 \| 19:39 – C. Gómez (B. Arroyo, A. Cervantes) \| \| \| 0–2 \| 24:17 – M. Escandón \| \| \| 0–3 \| 39:50 – H. Majul (C. Gómez) (PP) \| \| \| 0–4 \| 54:59 – H. Majul (A. Cervantes) \| \| \| 0–5 \| 57:54 – E. Samperio (S. Ortega, C. Kelo) \| |                 |                                            |                 | Játékvezető: Shinichi Takizawa Vonalbírók: Jan Cerne Alejandro García |
| 14 perc | Büntetések      | 10 perc                                    |                 | Játékvezető: Shinichi Takizawa Vonalbírók: Jan Cerne Alejandro García |
| 31 | Lövések         | 44                                         |                 | Játékvezető: Shinichi Takizawa Vonalbírók: Jan Cerne Alejandro García |
| | 0–1             | 19:39 – C. Gómez (B. Arroyo, A. Cervantes) |                 | Játékvezető: Shinichi Takizawa Vonalbírók: Jan Cerne Alejandro García |
| | 0–2             | 24:17 – M. Escandón                        |                 | Játékvezető: Shinichi Takizawa Vonalbírók: Jan Cerne Alejandro García |
| | 0–3             | 39:50 – H. Majul (C. Gómez) (PP)           |                 | Játékvezető: Shinichi Takizawa Vonalbírók: Jan Cerne Alejandro García |
| | 0–4             | 54:59 – H. Majul (A. Cervantes)            |                 |                                                                       |
| | 0–5             | 57:54 – E. Samperio (S. Ortega, C. Kelo)   |                 |                                                                       |

| 2014. április 6. 20:00 | Spanyolország | 4–0 (1–0, 0–0, 3–0) | Kína | Pabellón de Hielo, Jaca Nézőszám: 2350 |

| Jegyzőkönyv | Jegyzőkönyv   | Jegyzőkönyv | Jegyzőkönyv | Jegyzőkönyv                                                         |
| --- | ------------- | ----------- | ----------- | ------------------------------------------------------------------- |
| | Ander Alcaine | Kapusok     | Liu Zhiwei  | Játékvezető: Maksim Urda Vonalbírók: Vanja Belić Chris van Grinsven |
| \| O. Boronat (G. Betran) – 02:46 \| 1–0 \| \| \| O. Boronat (C. Quevedo) – 52:40 \| 2–0 \| \| \| P. Muñoz (J. Muñoz) – 54:08 \| 3–0 \| \| \| G. Betran (J. J. Palacín, O. Boronat) (PP) – 56:51 \| 4–0 \| \| |               |             |             | Játékvezető: Maksim Urda Vonalbírók: Vanja Belić Chris van Grinsven |
| 12 perc | Büntetések    | 32 perc     |             | Játékvezető: Maksim Urda Vonalbírók: Vanja Belić Chris van Grinsven |
| 51 | Lövések       | 12          |             | Játékvezető: Maksim Urda Vonalbírók: Vanja Belić Chris van Grinsven |
| O. Boronat (G. Betran) – 02:46 | 1–0           |             |             | Játékvezető: Maksim Urda Vonalbírók: Vanja Belić Chris van Grinsven |
| O. Boronat (C. Quevedo) – 52:40 | 2–0           |             |             | Játékvezető: Maksim Urda Vonalbírók: Vanja Belić Chris van Grinsven |
| P. Muñoz (J. Muñoz) – 54:08 | 3–0           |             |             | Játékvezető: Maksim Urda Vonalbírók: Vanja Belić Chris van Grinsven |
| G. Betran (J. J. Palacín, O. Boronat) (PP) – 56:51 | 4–0           |             |             |                                                                     |

| 2014. április 8. 13:00 | Mexikó | 7–4 (2–3, 3–1, 2–0) | Kína | Pabellón de Hielo, Jaca Nézőszám: 180 |

| Jegyzőkönyv | Jegyzőkönyv     | Jegyzőkönyv                      | Jegyzőkönyv | Jegyzőkönyv                                                             |
| --- | --------------- | -------------------------------- | ----------- | ----------------------------------------------------------------------- |
| | Alfonso de Alba | Kapusok                          | Liu Zhiwei  | Játékvezető: Shinichi Takizawa Vonalbírók: Vanja Belić Alejandro García |
| \| D. González (C. Gómez, B. Arroyo) – 07:37 \| 1–0 \| \| \| C. Gómez (B. Arroyo, J. Ramírez) – 12:36 \| 2–0 \| \| \| \| 2–1 \| 16:58 – Xia T. (Bao J.) \| \| \| 2–2 \| 17:56 – Chen L. (Wang C.) (SH) \| \| \| 2–3 \| 19:51 – Zhang C. (Xia T, Bao J.) \| \| \| 2–4 \| 21:55 – Liu Q. (Xia T.) (PP) \| \| M. Colas (H. Majul) – 26:54 \| 3–4 \| \| \| H. Majul (M. Colas, A. Cervantes) – 27:34 \| 4–4 \| \| \| C. Kelo (J. Ehlers) – 31:17 \| 5–4 \| \| \| B. Arroyo (M. Escandón, J. Ramírez) – 45:28 \| 6–4 \| \| \| A. Cervantes (F. Ugarte) (ENG) – 57:48 \| 7–4 \| \| |                 |                                  |             | Játékvezető: Shinichi Takizawa Vonalbírók: Vanja Belić Alejandro García |
| 6 perc | Büntetések      | 10 perc                          |             | Játékvezető: Shinichi Takizawa Vonalbírók: Vanja Belić Alejandro García |
| 39 | Lövések         | 19                               |             | Játékvezető: Shinichi Takizawa Vonalbírók: Vanja Belić Alejandro García |
| D. González (C. Gómez, B. Arroyo) – 07:37 | 1–0             |                                  |             | Játékvezető: Shinichi Takizawa Vonalbírók: Vanja Belić Alejandro García |
| C. Gómez (B. Arroyo, J. Ramírez) – 12:36 | 2–0             |                                  |             | Játékvezető: Shinichi Takizawa Vonalbírók: Vanja Belić Alejandro García |
| | 2–1             | 16:58 – Xia T. (Bao J.)          |             | Játékvezető: Shinichi Takizawa Vonalbírók: Vanja Belić Alejandro García |
| | 2–2             | 17:56 – Chen L. (Wang C.) (SH)   |             |                                                                         |
| | 2–3             | 19:51 – Zhang C. (Xia T, Bao J.) |             |                                                                         |
| | 2–4             | 21:55 – Liu Q. (Xia T.) (PP)     |             |                                                                         |
| M. Colas (H. Majul) – 26:54 | 3–4             |                                  |             |                                                                         |
| H. Majul (M. Colas, A. Cervantes) – 27:34 | 4–4             |                                  |             |                                                                         |
| C. Kelo (J. Ehlers) – 31:17 | 5–4             |                                  |             |                                                                         |
| B. Arroyo (M. Escandón, J. Ramírez) – 45:28 | 6–4             |                                  |             |                                                                         |
| A. Cervantes (F. Ugarte) (ENG) – 57:48 | 7–4             |                                  |             |                                                                         |

| 2014. április 8. 16:30 | Új-Zéland | 4–2 (0–2, 1–0, 3–0) | Dél-afrikai Köztársaság | Pabellón de Hielo, Jaca Nézőszám: 300 |

| Jegyzőkönyv | Jegyzőkönyv     | Jegyzőkönyv                                | Jegyzőkönyv | Jegyzőkönyv                                              |
| --- | --------------- | ------------------------------------------ | ----------- | -------------------------------------------------------- |
| | Michael Coleman | Kapusok                                    | Jack Nebe   | Játékvezető: Maxim Urda Vonalbírók: Jan Cerne Rudy Meyer |
| \| \| 0–1 \| 07:44 – G. Miller (U. Samaai) \| \| \| 0–2 \| 16:21 – U. Samaai (C. Birrell, J. Valadas) \| \| J. Hay – 39:19 \| 1–2 \| \| \| A. Cox (C. Huber, R. Wilson) – 44:59 \| 2–2 \| \| \| A. Cox (C. Huber, N. Henderson) – 49:48 \| 3–2 \| \| \| A. Cox (ENG) – 59:53 \| 4–2 \| \| |                 |                                            |             | Játékvezető: Maxim Urda Vonalbírók: Jan Cerne Rudy Meyer |
| 8 perc | Büntetések      | 8 perc                                     |             | Játékvezető: Maxim Urda Vonalbírók: Jan Cerne Rudy Meyer |
| 31 | Lövések         | 20                                         |             | Játékvezető: Maxim Urda Vonalbírók: Jan Cerne Rudy Meyer |
| | 0–1             | 07:44 – G. Miller (U. Samaai)              |             | Játékvezető: Maxim Urda Vonalbírók: Jan Cerne Rudy Meyer |
| | 0–2             | 16:21 – U. Samaai (C. Birrell, J. Valadas) |             | Játékvezető: Maxim Urda Vonalbírók: Jan Cerne Rudy Meyer |
| J. Hay – 39:19 | 1–2             |                                            |             | Játékvezető: Maxim Urda Vonalbírók: Jan Cerne Rudy Meyer |
| A. Cox (C. Huber, R. Wilson) – 44:59 | 2–2             |                                            |             |                                                          |
| A. Cox (C. Huber, N. Henderson) – 49:48 | 3–2             |                                            |             |                                                          |
| A. Cox (ENG) – 59:53 | 4–2             |                                            |             |                                                          |

| 2014. április 8. 20:00 | Spanyolország | 8–0 (2–0, 3–0, 3–0) | Törökország | Pabellón de Hielo, Jaca Nézőszám: 2100 |

| Jegyzőkönyv | Jegyzőkönyv                   | Jegyzőkönyv | Jegyzőkönyv                     | Jegyzőkönyv                                                      |
| --- | ----------------------------- | ----------- | ------------------------------- | ---------------------------------------------------------------- |
| | Ander Alcaine Aaron Carretero | Kapusok     | Erol Kahraman Levent Ozbaydugan | Játékvezető: Djordje Fazekas Vonalbírók: Yann Furet Kriss Kupcus |
| \| J. J. Palacín (G. Betran) (PP) – 15:30 \| 1–0 \| \| \| P. Puyuelo (A. Ubieto, S. Barnola) – 15:39 \| 2–0 \| \| \| O. Boronat (P. Muñoz, J. J. Palacín) (PP) – 26:04 \| 3–0 \| \| \| J. J. Palacín (S. Barnola, P. Puyuelo) – 31:02 \| 4–0 \| \| \| G. Betran (J. García-Arias, A. Betran) – 34:26 \| 5–0 \| \| \| C. Quevedo (O. Boronat) – 41:48 \| 6–0 \| \| \| O. Boronat (S. Barnola) (PP) – 49:41 \| 7–0 \| \| \| J. Muñoz (P. Muñoz, A. Ubieto) (PP) – 59:54 \| 8–0 \| \| |                               |             |                                 | Játékvezető: Djordje Fazekas Vonalbírók: Yann Furet Kriss Kupcus |
| 33 perc | Büntetések                    | 34 perc     |                                 | Játékvezető: Djordje Fazekas Vonalbírók: Yann Furet Kriss Kupcus |
| 48 | Lövések                       | 15          |                                 | Játékvezető: Djordje Fazekas Vonalbírók: Yann Furet Kriss Kupcus |
| J. J. Palacín (G. Betran) (PP) – 15:30 | 1–0                           |             |                                 | Játékvezető: Djordje Fazekas Vonalbírók: Yann Furet Kriss Kupcus |
| P. Puyuelo (A. Ubieto, S. Barnola) – 15:39 | 2–0                           |             |                                 | Játékvezető: Djordje Fazekas Vonalbírók: Yann Furet Kriss Kupcus |
| O. Boronat (P. Muñoz, J. J. Palacín) (PP) – 26:04 | 3–0                           |             |                                 | Játékvezető: Djordje Fazekas Vonalbírók: Yann Furet Kriss Kupcus |
| J. J. Palacín (S. Barnola, P. Puyuelo) – 31:02 | 4–0                           |             |                                 |                                                                  |
| G. Betran (J. García-Arias, A. Betran) – 34:26 | 5–0                           |             |                                 |                                                                  |
| C. Quevedo (O. Boronat) – 41:48 | 6–0                           |             |                                 |                                                                  |
| O. Boronat (S. Barnola) (PP) – 49:41 | 7–0                           |             |                                 |                                                                  |
| J. Muñoz (P. Muñoz, A. Ubieto) (PP) – 59:54 | 8–0                           |             |                                 |                                                                  |

| 2014. április 9. 13:00 | Kína | 2–3 (h.u.) (2–1, 0–0, 0–1) (h.u. 0–1) | Új-Zéland | Pabellón de Hielo, Jaca Nézőszám: 210 |

| Jegyzőkönyv | Jegyzőkönyv | Jegyzőkönyv                            | Jegyzőkönyv       | Jegyzőkönyv                                                            |
| --- | ----------- | -------------------------------------- | ----------------- | ---------------------------------------------------------------------- |
| | Liu Zhiwei  | Kapusok                                | Jaden Pine-Murphy | Játékvezető: Djordje Fazekas Vonalbírók: Yann Furet Chris van Grinsven |
| \| \| 0–1 \| 07:05 – A. Cox (J. Hay) (PP) \| \| Zhang Hao (Liu L., Hu T.) (PP) – 09:01 \| 1–1 \| \| \| Chen L. (Hu T.) – 17:52 \| 2–1 \| \| \| \| 2–2 \| 57:40 – A. Cox (C. Huber, J. Hay) (PP) \| \| \| 2–3 \| 60:11 – A. Cox (C. Huber) \| |             |                                        |                   | Játékvezető: Djordje Fazekas Vonalbírók: Yann Furet Chris van Grinsven |
| 14 perc | Büntetések  | 14 perc                                |                   | Játékvezető: Djordje Fazekas Vonalbírók: Yann Furet Chris van Grinsven |
| 45 | Lövések     | 27                                     |                   | Játékvezető: Djordje Fazekas Vonalbírók: Yann Furet Chris van Grinsven |
| | 0–1         | 07:05 – A. Cox (J. Hay) (PP)           |                   | Játékvezető: Djordje Fazekas Vonalbírók: Yann Furet Chris van Grinsven |
| Zhang Hao (Liu L., Hu T.) (PP) – 09:01 | 1–1         |                                        |                   | Játékvezető: Djordje Fazekas Vonalbírók: Yann Furet Chris van Grinsven |
| Chen L. (Hu T.) – 17:52 | 2–1         |                                        |                   | Játékvezető: Djordje Fazekas Vonalbírók: Yann Furet Chris van Grinsven |
| | 2–2         | 57:40 – A. Cox (C. Huber, J. Hay) (PP) |                   |                                                                        |
| | 2–3         | 60:11 – A. Cox (C. Huber)              |                   |                                                                        |

| 2014. április 9. 16:30 | Törökország | 1–5 (0–2, 1–0, 0–3) | Mexikó | Pabellón de Hielo, Jaca Nézőszám: 150 |

| Jegyzőkönyv | Jegyzőkönyv   | Jegyzőkönyv                                   | Jegyzőkönyv        | Jegyzőkönyv                                                               |
| --- | ------------- | --------------------------------------------- | ------------------ | ------------------------------------------------------------------------- |
| | Erol Kahraman | Kapusok                                       | Andres de la Garma | Játékvezető: Michele Gastaldelli Vonalbírók: Vanja Belić Alejandro García |
| \| \| 0–1 \| 09:37 – J. Ehlers (C. Kelo, C. Gómez) \| \| \| 0–2 \| 17:33 – A. Cervantes (S. Sierra) \| \| An. Kocoglu (A. Solak) – 21:25 \| 1–2 \| \| \| \| 1–3 \| 40:16 – S. Sierra (M. Escandon, A. Cervantes) \| \| \| 1–4 \| 44:45 – M. Escandon (S. Sierra) \| \| \| 1–5 \| 58:14 – C. Gómez (B. Arroyo) \| |               |                                               |                    | Játékvezető: Michele Gastaldelli Vonalbírók: Vanja Belić Alejandro García |
| 41 perc | Büntetések    | 12 perc                                       |                    | Játékvezető: Michele Gastaldelli Vonalbírók: Vanja Belić Alejandro García |
| 22 | Lövések       | 39                                            |                    | Játékvezető: Michele Gastaldelli Vonalbírók: Vanja Belić Alejandro García |
| | 0–1           | 09:37 – J. Ehlers (C. Kelo, C. Gómez)         |                    | Játékvezető: Michele Gastaldelli Vonalbírók: Vanja Belić Alejandro García |
| | 0–2           | 17:33 – A. Cervantes (S. Sierra)              |                    | Játékvezető: Michele Gastaldelli Vonalbírók: Vanja Belić Alejandro García |
| An. Kocoglu (A. Solak) – 21:25 | 1–2           |                                               |                    | Játékvezető: Michele Gastaldelli Vonalbírók: Vanja Belić Alejandro García |
| | 1–3           | 40:16 – S. Sierra (M. Escandon, A. Cervantes) |                    |                                                                           |
| | 1–4           | 44:45 – M. Escandon (S. Sierra)               |                    |                                                                           |
| | 1–5           | 58:14 – C. Gómez (B. Arroyo)                  |                    |                                                                           |

| 2014. április 9. 20:00 | Dél-afrikai Köztársaság | 0–6 (0–1, 0–2, 0–3) | Spanyolország | Pabellón de Hielo, Jaca Nézőszám: 1850 |

| Jegyzőkönyv | Jegyzőkönyv | Jegyzőkönyv                                 | Jegyzőkönyv   | Jegyzőkönyv                                                       |
| --- | ----------- | ------------------------------------------- | ------------- | ----------------------------------------------------------------- |
| | Ashley Bock | Kapusok                                     | Ander Alcaine | Játékvezető: Shinichi Takizawa Vonalbírók: Jan Cerne Kriss Kupcus |
| \| \| 0–1 \| 03:32 – P. Muñoz (J. Muñoz, C. Quevedo) \| \| \| 0–2 \| 24:15 – P. Muñoz (G. Betran, J. J. Palacín) \| \| \| 0–3 \| 37:50 – C. Quevedo (J. J. Palacín) \| \| \| 0–4 \| 43:10 – A. Betran (A. Carbonell, M. Ribas) \| \| \| 0–5 \| 48:00 – P. Puyuelo (O. Boronat) \| \| \| 0–6 \| 51:33 – O. Boronat (S. Barnola) \| |             |                                             |               | Játékvezető: Shinichi Takizawa Vonalbírók: Jan Cerne Kriss Kupcus |
| 10 perc | Büntetések  | 2 perc                                      |               | Játékvezető: Shinichi Takizawa Vonalbírók: Jan Cerne Kriss Kupcus |
| 8 | Lövések     | 42                                          |               | Játékvezető: Shinichi Takizawa Vonalbírók: Jan Cerne Kriss Kupcus |
| | 0–1         | 03:32 – P. Muñoz (J. Muñoz, C. Quevedo)     |               | Játékvezető: Shinichi Takizawa Vonalbírók: Jan Cerne Kriss Kupcus |
| | 0–2         | 24:15 – P. Muñoz (G. Betran, J. J. Palacín) |               | Játékvezető: Shinichi Takizawa Vonalbírók: Jan Cerne Kriss Kupcus |
| | 0–3         | 37:50 – C. Quevedo (J. J. Palacín)          |               | Játékvezető: Shinichi Takizawa Vonalbírók: Jan Cerne Kriss Kupcus |
| | 0–4         | 43:10 – A. Betran (A. Carbonell, M. Ribas)  |               |                                                                   |
| | 0–5         | 48:00 – P. Puyuelo (O. Boronat)             |               |                                                                   |
| | 0–6         | 51:33 – O. Boronat (S. Barnola)             |               |                                                                   |

| 2014. április 11. 13:00 | Mexikó | 3–1 (0–0, 1–0, 2–1) | Dél-afrikai Köztársaság | Pabellón de Hielo, Jaca Nézőszám: 138 |

| Jegyzőkönyv | Jegyzőkönyv        | Jegyzőkönyv                   | Jegyzőkönyv | Jegyzőkönyv                                                          |
| --- | ------------------ | ----------------------------- | ----------- | -------------------------------------------------------------------- |
| | Andres de la Garma | Kapusok                       | Jack Nebe   | Játékvezető: Djordje Fazekas Vonalbírók: Yann Furet Alejandro García |
| \| A. Cervantes (H. Majul) – 24:06 \| 1–0 \| \| \| \| 1–1 \| 47:40 – U. Samaai (A. Marais) \| \| M. Escandón (M. Colas) (PP) – 50:04 \| 2–1 \| \| \| B. Arroyo (C. Gómez) – 56:07 \| 3–1 \| \| |                    |                               |             | Játékvezető: Djordje Fazekas Vonalbírók: Yann Furet Alejandro García |
| 10 perc | Büntetések         | 10 perc                       |             | Játékvezető: Djordje Fazekas Vonalbírók: Yann Furet Alejandro García |
| 38 | Lövések            | 13                            |             | Játékvezető: Djordje Fazekas Vonalbírók: Yann Furet Alejandro García |
| A. Cervantes (H. Majul) – 24:06 | 1–0                |                               |             | Játékvezető: Djordje Fazekas Vonalbírók: Yann Furet Alejandro García |
| | 1–1                | 47:40 – U. Samaai (A. Marais) |             | Játékvezető: Djordje Fazekas Vonalbírók: Yann Furet Alejandro García |
| M. Escandón (M. Colas) (PP) – 50:04 | 2–1                |                               |             | Játékvezető: Djordje Fazekas Vonalbírók: Yann Furet Alejandro García |
| B. Arroyo (C. Gómez) – 56:07 | 3–1                |                               |             |                                                                      |

| 2014. április 11. 16:30 | Kína | 4–6 (1–3, 3–3, 0–0) | Törökország | Pabellón de Hielo, Jaca Nézőszám: 150 |

| Jegyzőkönyv | Jegyzőkönyv | Jegyzőkönyv                              | Jegyzőkönyv       | Jegyzőkönyv                                                     |
| --- | ----------- | ---------------------------------------- | ----------------- | --------------------------------------------------------------- |
| | Liu Zhiwei  | Kapusok                                  | Levent Ozbaydugan | Játékvezető: Shinichi Takizawa Vonalbírók: Jan Cerne Rudy Meyer |
| \| \| 0–1 \| 11:08 – A. Koçoğlu (Y. Halil) \| \| Liu Q. (Zhang C.) (PP) – 14:30 \| 1–1 \| \| \| \| 1–2 \| 18:14 – S. Semiz (G. Solak) (PP) \| \| \| 1–3 \| 19:49 – A. Koçoğlu (S. Semiz) \| \| \| 1–4 \| 21:05 – G. Hamarat (G. Solak) \| \| Liu Q. (Zhang C.) – 23:17 \| 2–4 \| \| \| \| 2–5 \| 24:35 – E. Coşkun (S. Semiz, G. Hamarat) \| \| \| 2–6 \| 26:59 – S. Aktürk \| \| Bao J. (Zhang C., Fu T.) – 36:54 \| 3–6 \| \| \| Xia T. (Zhang C.) – 38:51 \| 4–6 \| \| |             |                                          |                   | Játékvezető: Shinichi Takizawa Vonalbírók: Jan Cerne Rudy Meyer |
| 10 perc | Büntetések  | 6 perc                                   |                   | Játékvezető: Shinichi Takizawa Vonalbírók: Jan Cerne Rudy Meyer |
| 42 | Lövések     | 41                                       |                   | Játékvezető: Shinichi Takizawa Vonalbírók: Jan Cerne Rudy Meyer |
| | 0–1         | 11:08 – A. Koçoğlu (Y. Halil)            |                   | Játékvezető: Shinichi Takizawa Vonalbírók: Jan Cerne Rudy Meyer |
| Liu Q. (Zhang C.) (PP) – 14:30 | 1–1         |                                          |                   | Játékvezető: Shinichi Takizawa Vonalbírók: Jan Cerne Rudy Meyer |
| | 1–2         | 18:14 – S. Semiz (G. Solak) (PP)         |                   | Játékvezető: Shinichi Takizawa Vonalbírók: Jan Cerne Rudy Meyer |
| | 1–3         | 19:49 – A. Koçoğlu (S. Semiz)            |                   |                                                                 |
| | 1–4         | 21:05 – G. Hamarat (G. Solak)            |                   |                                                                 |
| Liu Q. (Zhang C.) – 23:17 | 2–4         |                                          |                   |                                                                 |
| | 2–5         | 24:35 – E. Coşkun (S. Semiz, G. Hamarat) |                   |                                                                 |
| | 2–6         | 26:59 – S. Aktürk                        |                   |                                                                 |
| Bao J. (Zhang C., Fu T.) – 36:54 | 3–6         |                                          |                   |                                                                 |
| Xia T. (Zhang C.) – 38:51 | 4–6         |                                          |                   |                                                                 |

| 2014. április 11. 20:00 | Spanyolország | 6–2 (1–1, 4–1, 1–0) | Új-Zéland | Pabellón de Hielo, Jaca Nézőszám: 2350 |

| Jegyzőkönyv | Jegyzőkönyv     | Jegyzőkönyv                               | Jegyzőkönyv                       | Jegyzőkönyv                                                         |
| --- | --------------- | ----------------------------------------- | --------------------------------- | ------------------------------------------------------------------- |
| | Aaron Carretero | Kapusok                                   | Michael Coleman Jaden Pine-Murphy | Játékvezető: Maxim Urda Vonalbírók: Kriss Kupcus Chris van Grinsven |
| \| J. J. Palacín (C. Quevedo) – 03:44 \| 1–0 \| \| \| \| 1–1 \| 05:01 – A. Cox (SH) \| \| A. Ubieto (P. Fuentes, I. Solorzano) (PP) – 21:02 \| 2–1 \| \| \| O. Boronat (I. Solorzano, G. Betran) – 28:31 \| 3–1 \| \| \| A. Betran (J. García-Arias, A. Hernández) – 29:15 \| 4–1 \| \| \| \| 4–2 \| 34:05 – M. Frear (N. Henderson, C. Huber) \| \| O. Boronat (J. J. Palacín, G. Betran) (PP) – 35:46 \| 5–2 \| \| \| O. Boronat (P. Fuentes, I. Solorzano) – 44:39 \| 6–2 \| \| |                 |                                           |                                   | Játékvezető: Maxim Urda Vonalbírók: Kriss Kupcus Chris van Grinsven |
| 14 perc | Büntetések      | 34 perc                                   |                                   | Játékvezető: Maxim Urda Vonalbírók: Kriss Kupcus Chris van Grinsven |
| 66 | Lövések         | 23                                        |                                   | Játékvezető: Maxim Urda Vonalbírók: Kriss Kupcus Chris van Grinsven |
| J. J. Palacín (C. Quevedo) – 03:44 | 1–0             |                                           |                                   | Játékvezető: Maxim Urda Vonalbírók: Kriss Kupcus Chris van Grinsven |
| | 1–1             | 05:01 – A. Cox (SH)                       |                                   | Játékvezető: Maxim Urda Vonalbírók: Kriss Kupcus Chris van Grinsven |
| A. Ubieto (P. Fuentes, I. Solorzano) (PP) – 21:02 | 2–1             |                                           |                                   | Játékvezető: Maxim Urda Vonalbírók: Kriss Kupcus Chris van Grinsven |
| O. Boronat (I. Solorzano, G. Betran) – 28:31 | 3–1             |                                           |                                   |                                                                     |
| A. Betran (J. García-Arias, A. Hernández) – 29:15 | 4–1             |                                           |                                   |                                                                     |
| | 4–2             | 34:05 – M. Frear (N. Henderson, C. Huber) |                                   |                                                                     |
| O. Boronat (J. J. Palacín, G. Betran) (PP) – 35:46 | 5–2             |                                           |                                   |                                                                     |
| O. Boronat (P. Fuentes, I. Solorzano) – 44:39 | 6–2             |                                           |                                   |                                                                     |